# Intermunicipal Rio Sul de Vôlei Masculino de 2014
O torneio Intermunicipal Rio Sul de Vôlei Masculino de 2014 foi a 21a edição do torneio.
Nesta edição, sete equipes participaram do torneio: Angra dos Reis, Barra Mansa, Resende, Quatis, Itatiaia, Volta Redonda e Pinheiral.
As equipes foram divididas em dois grupos e disputaram turno e returno. Após a primeira fase, os dois melhores de cada chave avançaram às semifinais do torneio.

## Primeira Fase
| Classificação | Equipe         | PG | V | D | Sets Vencidos | Sets Perdidos | Saldo |
| ------------- | -------------- | -- | - | - | ------------- | ------------- | ----- |
| 1             | Quatis         | 12 | 4 | 2 | 14            | 8             | 6     |
| 2             | Volta Redonda  | 11 | 3 | 3 | 13            | 9             | 4     |
| 3             | Angra Dos Reis | 10 | 4 | 2 | 13            | 10            | 3     |
| 4             | Barra Mansa    | 3  | 1 | 5 | 3             | 16            | -13   |

| Classificação | Equipe    | PG | V | D | Sets Vencidos | Sets Perdidos | Saldo |
| ------------- | --------- | -- | - | - | ------------- | ------------- | ----- |
| 1             | Resende   | 12 | 4 | 0 | 12            | 4             | 8     |
| 2             | Pinheiral | 5  | 2 | 2 | 8             | 9             | -1    |
| 3             | Itatiaia  | 0  | 0 | 4 | 5             | 12            | -7    |

Fonte:RioSulNet

## Semi-finais

### Semi-final 1
| Detalhes | Resende  | 3 - 0                         | Volta Redonda | Ginásio do Colégio Dom Bosco, Resende-RJ |
| Detalhes | 25 27 25 | Set 1 Set 2 Set 3 Set 4 Set 5 | 14 25 19      | Ginásio do Colégio Dom Bosco, Resende-RJ |

### Semi-final 2
| Detalhes | Quatis         | 3 - 2                         | Pinheiral      | Ginásio Municipal de Quatis |
| Detalhes | 21 25 27 25 16 | Set 1 Set 2 Set 3 Set 4 Set 5 | 25 21 29 17 14 | Ginásio Municipal de Quatis |

## Decisão do 3o Lugar
| `18 de Setembro de 2014 20:00 Detalhes | Pinheiral   | 3 - 1                         | Volta Redonda | Ginásio do Bairro 249, Volta Redonda-RJ |
| `18 de Setembro de 2014 20:00 Detalhes | 25 22 26 25 | Set 1 Set 2 Set 3 Set 4 Set 5 | 17 25 24 21   | Ginásio do Bairro 249, Volta Redonda-RJ |

## Finalíssima
| 21 de Setembro de 2014 10:00 Relatório | Resende  | 2 - 3                         | Quatis      | Ginásio do Colégio Salesiano, Resende-RJ |
| 21 de Setembro de 2014 10:00 Relatório | 25 21 10 | Set 1 Set 2 Set 3 Set 4 Set 5 | 16 22 25 15 | Ginásio do Colégio Salesiano, Resende-RJ |

## Premiação

### Campeão
| Intermunicipal Rio Sul de Vôlei Masculino de 2014 |
| ------------------------------------------------- |
| Quatis Campeão (1º título)                        |

### Prêmios Individuais
- Melhor técnico: Benedito (Bené), de Quatis[3]
- Atleta destaque: Guilherme Bosco, de Quatis[3]
- Atleta mais completo: Enrique Cristopher, de Resende[3]
- Atleta revelação: Adriano Trevisan, de Resende[3]
- Melhor levantador: Lukas Santana, de Quatis[3]